# Albany Automobile Company
Albany Automobile Company war ein US-amerikanischer Hersteller von Automobilen.

## Unternehmensgeschichte
Der Konstrukteur John L. Lulley gründete Ende 1906 zusammen mit den Geschäftsleuten J. S. Tully, James P. McNary, William S. Cory und Walter Bryan das Unternehmen. Der Sitz war in Albany in Indiana. 1907 begann die Produktion von Automobilen. Der Markenname lautete Albany. Im August 1908 endete die Produktion, als das Unternehmen in Bankrott ging. Insgesamt entstanden etwa 850 Fahrzeuge.
Die Union Automobile Company aus Seymour in Indiana übernahm das Unternehmen im September 1908. Unklar ist, ob dort die Produktion fortgesetzt wurde.

## Fahrzeuge
Im Angebot standen Highwheeler. Die erste Ausführung Model B hatte einen luftgekühlten Einzylindermotor mit 6 bis 7 PS Leistung unter dem Sitz montiert. Eine Lenkstange anstelle eines Lenkrades, Stahlreifen und das Fehlen von Kotflügeln waren altmodisch. Die spätere Ausführung Model B hatte einen stärkeren Einzylindermotor mit 10 bis 12 PS Leistung und außerdem ein Lenkrad, Vollgummireifen, Kotflügel sowie eine falsche Motorhaube, die einen Frontmotor vortäuschen sollte. Der Radstand betrug einheitlich 157 cm.
1908 folgten zwei Modelle mit einem luftgekühlten Zweizylindermotor, der zwischen 18 und 20 PS leistete. Er war vorne im Fahrzeug montiert. Der Radstand betrug nun 244 cm. Das Model F war wie die bisherigen Fahrzeuge ein Runabout und das Model G ein Surrey.

## Modellübersicht
| Jahr | Modell  | Zylinder | Leistung (PS) | Radstand (cm) | Aufbau   |
| ---- | ------- | -------- | ------------- | ------------- | -------- |
| 1907 | Model B | 1        | 6/7           | 157           | Runabout |
| 1907 | Model C | 1        | 10/12         | 157           | Runabout |
| 1908 | Model F | 2        | 18/20         | 244           | Runabout |
| 1908 | Model G | 2        | 18/20         | 244           | Surrey   |